# Bettina Oberli
Bettina Oberli est une réalisatrice et scénariste suisse née le 6 novembre 1972 à Interlaken.

## Biographie
Bettina Oberli est née à Interlaken, le 6 novembre 1972. Elle grandit aux îles Samoa et à Meiringen. Elle est diplômée en cinéma et vidéo de l'Université des Arts de Zurich. Elle travaille à Berlin et New York comme assistante, avant de réaliser ses propres films. Ses films North Wind de 2004, Les mamies ne font pas dans la dentelle en 2006 rencontrent le succès en Suisse. Avec son film Le vent tourne de 2008, tourné en langue française dans le Jura, Bettina Oberli rencontre le public français.  
My Wonderful Wanda réalisé en 2020 est son sixième long métrage. Ce film raconte l'histoire d'une infirmière polonaise qui vient travailler dans une riche famille suisse. Le film remporte de nombreux prix, en Suisse et à New York, Vancouver. 

## Réalisation
- 2000 : Supernova (Court-métrage)
- 2002 : Ibiza (Court-métrage)
- 2004 : Im Nordwind
- 2006 : Les mamies ne font pas dans la dentelle
- 2009 : La Ferme du crime
- 2012 : Déposer les enfants (Court-métrage)
- 2013 : Lovely Louise
- 2018 : Le vent tourne (With The Wind)
- 2020 : My Wonderful Wanda (Wanda, mein wunder)
- 2020 : Kingdom (Court-métrage)
- 2022 : Interactions - When Cinema Looks to Nature (segment - documentaire)

### Télévision
- 2006 : Designsuisse (1 épisode)
- 2012 : La faute à Rousseau (1 épisode)
- 2017 : Private Banking (2 épisodes)
- 2022 : Emma et les mensonges (Emma lügt) - Mini-série
- 2023 : 37 Sekunden - Série
- 2024 : Night in Paradise - Série